# Scottish Third Division 1996-1997
La Scottish Third Division 1996-1997 è stata la 3ª edizione del torneo e ha rappresentato la quarta categoria del calcio scozzese.

## Squadre partecipanti
| Squadra            | Città       | Stadio              | Posizione 1995-1996                             |
| ------------------ | ----------- | ------------------- | ----------------------------------------------- |
| Albion Rovers      | Coatbridge  | Cliftonhill Stadium | 10º posto                                       |
| Alloa Athletic     | Alloa       | Recreation Park     | 9º posto                                        |
| Arbroath           | Arbroath    | Gayfield Park       | 5º posto                                        |
| Cowdenbeath        | Cowdenbeath | Central Park        | 8º posto                                        |
| East Stirlingshire | Falkirk     | Firs Park           | 7º posto                                        |
| Forfar Athletic    | Forfar      | Station Park        | 9º posto in Scottish Second Division 1995-1996  |
| Inverness          | Inverness   | Telford Street Park | 3º posto                                        |
| Montrose           | Montrose    | Links Park          | 10º posto in Scottish Second Division 1995-1996 |
| Queen's Park       | Glasgow     | Hampden Park        | 6º posto                                        |
| Ross County        | Dingwall    | Victoria Park       | 4º posto                                        |

## Classifica finale
|  | Pos. | Squadra            | Pt | G  | V  | N  | P  | GF | GS | DR  |
|  | ---- | ------------------ | -- | -- | -- | -- | -- | -- | -- | --- |
|  | 1.   | Inverness          | 76 | 36 | 23 | 7  | 6  | 70 | 37 | +33 |
|  | 2.   | Forfar Athletic    | 67 | 36 | 19 | 10 | 7  | 74 | 45 | +29 |
|  | 3.   | Ross County        | 67 | 36 | 20 | 7  | 9  | 58 | 41 | +17 |
|  | 4.   | Alloa Athletic     | 55 | 36 | 16 | 7  | 13 | 50 | 47 | +3  |
|  | 5.   | Albion Rovers      | 49 | 36 | 13 | 10 | 13 | 50 | 47 | +3  |
|  | 6.   | Montrose           | 43 | 36 | 12 | 7  | 17 | 46 | 62 | −16 |
|  | 7.   | Cowdenbeath        | 39 | 36 | 10 | 9  | 17 | 38 | 51 | −13 |
|  | 8.   | Queen's Park       | 36 | 36 | 9  | 9  | 18 | 46 | 59 | −13 |
|  | 9.   | East Stirlingshire | 33 | 36 | 8  | 9  | 19 | 36 | 58 | −22 |
|  | 10.  | Arbroath           | 31 | 36 | 6  | 13 | 17 | 31 | 52 | −21 |

Legenda:

      Campione di Third Division e promossa in Second Division
      Promossa in Second Division
Note:

Tre punti a vittoria, uno a pareggio, zero a sconfitta.